# Lümatu (Lüganuse)
Koordinaten: 59° 16′ N, 27° 5′ O
Lümatu ist ein Dorf (estnisch küla) im Kreis Ida-Viru (Ost-Wierland) im Nordosten Estlands. Seit Oktober 2013 liegt es in der Landgemeinde Lüganuse (Lüganuse vald). Bis zu deren Bildung lag es in der Landgemeinde Maidla (Maidla vald).
Das Dorf hat zwei Einwohner (Stand 2000). 
Lümatu wurde erstmals im Jahre 1492 urkundlich erwähnt.

## Naturschutzgebiet Sirtsi
Die stark bewaldete und dünn besiedelte Landschaft ist ein wichtiger Siedlungsraum für die in Estland heimischen Braunbären. 1976 wurde der Wald zwischen dem Dorf und dem Moor von Sirbi zum Naturschutzgebiet für Braunbären erklärt. Es ist insgesamt 4525 Hektar groß. Neben Bären sind dort auch Wölfe, Nordluchse und Schwarzstörche heimisch.